# 鲁穆瓦地区博勒努
鲁穆瓦地区博斯克勒努（法語：Bosc-Renoult-en-Roumois，法語發音：[bo ʁənu ɑ̃ ʁumwa]）是法国厄尔省的一个旧市镇，位于该省北部偏西，属于贝尔奈区。2017年1月1日，鲁穆瓦地区博勒努和相邻的泰耶芒合并为新市镇泰努维尔（Thénouville），并为该市镇的政府驻地。

## 地理
鲁穆瓦地区博勒努（49°17'40"N, 0°46'34"E）面积2.56 平方千米，位于法国诺曼底大区厄尔省，该省份为法国北部内陆省份，北起滨海塞纳省，西接奧恩省和卡爾瓦多斯省，南至厄尔-卢瓦省，东临瓦兹省、瓦兹河谷省和伊夫林省。
与鲁穆瓦地区博勒努接壤的市镇（或旧市镇、城区）包括：鲁穆瓦地区埃普勒维尔、泰耶芒。

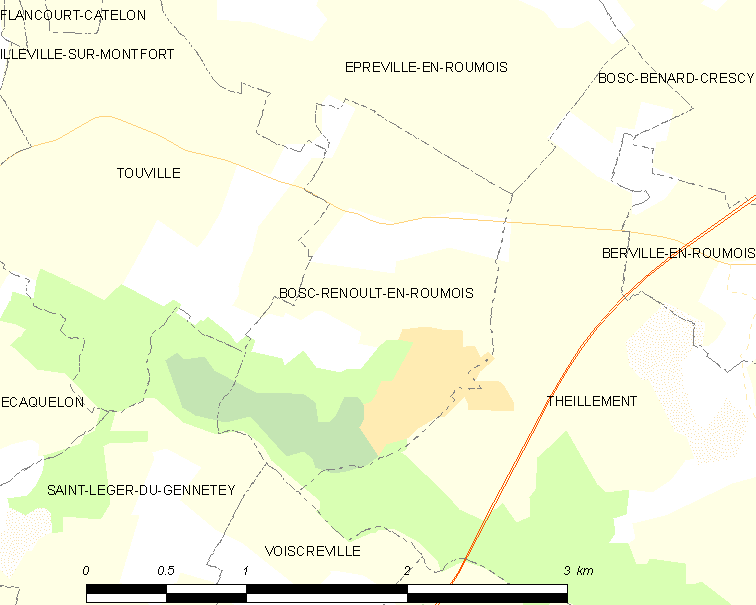
鲁穆瓦地区博勒努的OSM定位图

鲁穆瓦地区博勒努的时区为UTC+01:00、UTC+02:00（夏令时）。

## 行政
鲁穆瓦地区博勒努的邮政编码为27520，INSEE市镇编码为27089。

## 政治
鲁穆瓦地区博勒努所属的省级选区为大布特鲁尔德县。

## 人口

1962-2008年间鲁穆瓦地区博勒努人口变化图示

鲁穆瓦地区博勒努于2018年1月1日时的人口数量为402人。